# Heinz-Bernhard Zorn
Heinz-Bernhard Zorn (auch Heinz Zorn; * 28. April 1912 in Berlin; † 15. Mai 1993 in Berlin) war ein deutscher Offizier und Kampfflieger. Er war Major i. G. (im Generalstabsdienst) der Wehrmacht und als Generalmajor der Nationalen Volksarmee (NVA) der Deutschen Demokratischen Republik (DDR) 24 Jahre am Auf- und Ausbau der Luftstreitkräfte der NVA beteiligt. Die latente Restdistanz, die der SED-Staat auf Grund seiner Herkunft und Vergangenheit zu wahren pflegte, stand im Widerspruch zu seiner Lebensleistung und war für Heinz Zorn letztendlich insgesamt eine schmerzliche Enttäuschung.

## Leben und Werdegang
Heinz Zorn wurde als Einzelkind des Beamten Heinz Zorn und dessen Ehefrau Luise in Berlin-Tempelhof geboren. Dort besuchte er eine gymnasiale Oberschule und erwarb das Abitur. Von 1926 bis 1930 war er Mitglied der Freischar junger Nation. Bereits hier galt der Gymnasiast als geistig und körperlich überdurchschnittlich begabt. Der 17-jährige Zorn entschied sich gegen Ende der Schulzeit für eine militärische Laufbahn. Ende 1929 erhielt er als Freiwilligenbewerber seinen Einberufungsbescheid zum 5. (Preußischen) Infanterie-Regiment (IR 5) nach Stettin.

## Militärische Laufbahn

### Weimarer Republik
Unmittelbar nach der Einberufung bestand Heinz Zorn einen Sondereignungstest der Reichswehr, über den damals getarnt und insgeheim potentieller Pilotennachwuchs für die zukünftige Luftwaffe rekrutiert wurde.
Zunächst kam er ab 1. April 1930 als Flugschüler an die Deutsche Verkehrsfliegerschule nach Schleißheim bei München, dem folgte ab 1. April 1931 eine infanteristische Ausbildung im Ausbildungsbataillon des IR 5 in Greifswald. 1932 wurde er dann für ein Jahr als Fahnenjunker zum I. Bataillon (IR 5) abkommandiert. Daran schloss sich eine zweijährige Ausbildung an der Infanterieschule in Dresden-Friedrichstadt, der heutigen Offizierschule des Heeres an. Hier wurde er begeisterter Hörer moderner Kriegskunst, die damals von führenden Militärs gelehrt wurde, wie beispielsweise durch Erwin Rommel, der bis 1933 hier unterrichtete. Seit der Flugzeugführerprüfung nahm er an den alljährlich angebotenen Flugfrischerhaltungslehrgängen teil. 
Beförderungen
- 1930 Flugschüler
- 1932 Fahnenjunker
- 1934 Leutnant
- 1935 Oberleutnant
- 1939 Hauptmann der Lw
- 1943 Major im Generalstab (i. G.)
- ... Oberstleutnant i. G.
- ... Oberst i. G.
- 1. Oktober 1952 Generalmajor

### Zeit des Nationalsozialismus und Zweiter Weltkrieg
Im Jahre 1934 folgten seine Ernennung zum Offizier, die erste Verwendung als Kompanieoffizier der 5. Kompanie in Neuruppin (II./IR 5) und die zeitweilige Beurlaubung aus der Reichswehr. Dies stand in Verbindung mit dem Besuch der Schule des Luftsportbundes in Jüterbog, der Ausbildung zum Schwarmführer und Wiedereinstieg in die Luftwaffe der Wehrmacht als Chef einer Fliegertechnischen Kompanie. 
Daran schlossen sich verschiedene Kurzverwendungen an, so beispielsweise 1935 zur Kampffliegerschule am Fliegerhorst Faßberg, 1936 in Giebelstadt und im Kampfgeschwader 55 als Staffel-TO und später als Staffelkapitän. 1936 wurde er dann Kompaniechef der Wachkompanie beim OB der Luftwaffe. 
1941 wurde Hauptmann Zorn als Ia zum Luftgaukommando II nach Posen (heute Poznań) abkommandiert, das mit Beginn des Krieges gegen die Sowjetunion nach Warschau und Minsk verlegte. Hier stieg er zum Quartiermeister 1 mit Zuständigkeit für die Versorgung der fliegenden Verbände der Luftflotte 2 auf und wurde noch im gleichen Jahr mit einem Teilstab des Luftgaukommandos V nach Kermi in Finnland verlegt. 
1944 wurde Zorn zum Stab des Generals der Luftwaffe nach Bukarest verlegt, wo er als Major i. G. in rumänische Kriegsgefangenschaft ging und an die sowjetische Seite übergeben wurde. In der Sowjetunion trat er dem NKFD bei und besuchte schon 1945 die Antifa-Schule in Krasnogorsk in der Nähe von Moskau. Von dort ging er als Lehrer für Geschichte an die zentrale Antifa-Schule nach Rjasan und Ogre bei Riga, von wo er 1949 in die Heimat entlassen wurde.

### Rückkehr nach Deutschland
1949 kehrte Heinz Zorn aus der Kriegsgefangenschaft in das Nachkriegsdeutschland nach Berlin zurück und wurde unter dem Eindruck des Zusammenbruchs und motiviert durch seine Tätigkeit im NKFD Mitglied der SED. 
In dieser Zeit veranlasste die sowjetische Besatzungsmacht in ihrer Besatzungszone den Aufbau kasernierter Polizeibereitschaften und – Schulen unter Federführung der Verwaltung für Schulen (VfS) bzw. nach Gründung der DDR ab Oktober 1949 der Hauptverwaltung für Ausbildung (HVA), die später zusammengefasst wurden und den Kern der NVA und des MfNV bildeten. Neben bewährten Parteikadern wurden auch ehemalige Wehrmachtssoldaten, die als nützliche Idioten galten, aber vorerst unverzichtbar waren, in leitende Funktionen der HfS bzw. HVA eingesetzt. 
So kam Zorn im Juli 1949 im Rang eines Chefinspekteurs (Generalmajor) als Leiter der Hauptabteilung Inspektion in die VfS/HVA, wo seine Erfahrungen aus der Luftwaffe zunächst kaum gefragt waren. Als der bisherige Leiter, Generalinspekteur Wilhelm Zaisser, im Februar 1950 zum Minister für Staatssicherheit aufstieg, war Zorn vom 8. Februar bis 26. April 1950 vertretungsweise Leiter der Hauptverwaltung für Ausbildung der DVP und wurde dann von Generalinspekteur Heinz Hoffmann abgelöst.
Im selben Jahr wurde er von Armeegeneral Tschuikow, damals Chef der Sowjetischen Kontrollkommission (SKK) und Oberkommandierender der GSSD, zur Mitwirkung am Aufbau der zukünftigen NVA-Luftstreitkräfte beauftragt.
Die entsprechenden Vorbereitungsarbeiten fanden im Referat z.b.V. der HVA in Berlin-Johannisthal statt und standen unter dem Kommando von Heinz Kessler. Zorn wurde, inzwischen zum Oberst befördert, sein Chef des Stabes. Der junge Kessler konnte auf die Fachkompetenz seines Stellvertreters bauen. So führte das Duo Kessler-Zorn das Referat z.b.V., aus dem 1952 die Volkspolizei-Luft (VP-Luft) wurde. Aus Verschleierungsgründen wurde die VP-Luft als Verwaltung der Aeroklubs bezeichnet. Bis heute werden Klarnamen und Tarnbezeichnung verwechselt, was für die damalige Geheimhaltung und die Wirksamkeit einfacher (russischer) Regeln der gedeckten Truppenführung spricht.

### General in der DDR
Am 1. Oktober 1952 wurde Zorn zum Generalmajor ernannt. Von 1955 bis 1956 war er Chef VP-Luft (Pseudonym Verwaltung der Aeroklubs) m. d. F. b. und ab 1. März 1956, dem Gründungstag der NVA, erster Chef der Luftstreitkräfte (LSK). Erster Chef der Luftverteidigung (LV) wurde Oberst Gerhard Bauer. 
Von Dezember 1955 bis April 1957 ging Kessler zur Generalstabsausbildung an die Generalstabsakademie der UdSSR „Kliment Woroschilow“ nach Moskau. In dieser Zeit stand der ehemalige Luftwaffenmajor interimsweise an der Spitze der NVA-Luftstreitkräfte. Sein Stellvertreter für fliegerische Ausbildung war Oberst Walter Lehweß-Litzmann, sein ehemaliger Vorgesetzter aus der Zeit im finnischen Kemi. 
Trotz dieser Spitzenverwendung blieb das subjektive Empfinden, wonach er wegen seiner Herkunft und Vergangenheit anscheinend nicht das volle Vertrauen der politischen Elite der DDR besitzen würde. Unstrittig ist auch, dass es zu diesem Zeitpunkt kaum jemand gab, der Zorn hätte ersetzen können, dass sein Verhalten keinerlei Anlass ihm zu misstrauen bot und dass sein sowjetischer Berater, ebenfalls im Generalsrang, ihm vertraute. 
Nach erfolgreichem Studium und der Rückkehr aus Moskau übernahm Kessler die Führung im neu formierten Kommando LSK/LV und Zorn sollte wieder sein Stellvertreter und Chef des Stabes werden. Doch es kam anders.
Das bis dato gute Einvernehmen zwischen Befehlshaber und Chef des Stabes erfuhr mit der Entscheidung des SED-Politbüros vom 15. Februar 1957, wonach alle ehemaligen Wehrmachtsoffiziere aus der NVA sukzessive entfernt werden sollten, eine Eintrübung. Da Kessler an Zorn festhalten wollte, nahm er ihn aus der Schusslinie, indem er ihn zur Generalstabsausbildung nach Moskau schickte. Zorn schluckte die bittere Pille, schloss das Studium mit gut ab und wäre nunmehr prädestiniert gewesen, als Chef des Stabes für den Aufbau der NVA-Luftstreitkräfte als moderne Teilstreitkraft Verantwortung zu tragen. Der damalige Verteidigungsminister Willi Stoph entschied jedoch anders und verfügte die Versetzung des neuerlich enttäuschten Generals nach Dresden an die Militärakademie „Friedrich Engels“ als Kommandeur der Sektion LSK/LV. Damit war Zorn für die nächsten zehn Jahre ruhiggestellt. 
Von 1969 bis 1974 folgte dann seine Endverwendung „zur besonderen Verwendung“ am Deutschen Institut für Militärgeschichte Potsdam. Zorn wurde am 31. Dezember 1974 in den Ruhestand versetzt.

### Auslandskurier der Hauptverwaltung Aufklärung
Knapp drei Jahre nach seinem Ausscheiden aus der NVA wurde er, inzwischen 65-jährig, 1977 durch die Hauptverwaltung Aufklärung des MfNV für nachrichtendienstliche Tätigkeiten als Auslandskurier in das sogenannte nichtsozialistische Wirtschaftssystem angeworben und beauftragt. Im Zeitraum 1979 bis 1980 kam es zu vier Einsätzen in Belgien, Bundesrepublik Deutschland und Frankreich. Im August 1980 kam es im französischen Lille beim Treff mit der vermeintlichen Quelle Dornier, einem belgischen Journalisten, zur Verhaftung. 1982 kam der Siebzigjährige im Rahmen eines Agentenaustauschs in die DDR zurück.

## Privates
Zorn war seit 1951 in zweiter Ehe mit Edith Hauser geborene Löwenstein (1910–1967) verheiratet, einer Résistance-Kämpferin, die wiederum in erster Ehe mit Harald Hauser verheiratet war.
Ende der 1980er Jahre wurde ein Antrag, im Westen seine Kinder in Mainfranken zu besuchen, durch den MfS-Oberst Ehrhardt, damals Stellvertreter Operativ der Bezirksverwaltung Berlin, negativ beschieden und abgelehnt.

## Auszeichnungen
- 1962 Vaterländischer Verdienstorden in Silber und 1977 in Gold
- Kampforden „Für Verdienste um Volk und Vaterland“ in Silber
- Verdienstmedaille der Nationalen Volksarmee in Gold